# Tell el-'Oueili
Tell el-'Oueili (también llamado Awayli) es un yacimiento arqueológico de tipo tell, ubicado en la gobernación de Dhi Qar, en el sur de Irak. El sitio fue excavado entre 1976 y 1989 por arqueólogos franceses bajo la dirección de Jean-Louis Huot. Las excavaciones han revelado capas de ocupación anteriores a las de Eridu, lo que convierte a Tell el-'Oueili en el asentamiento humano más antiguo conocido en el sur de Mesopotamia. La fase Ubaid 0 se descubrió por primera vez en este sitio y, por lo tanto, se denominó provisionalmente 'fase Oueili'.

## Historia de la investigación
El arqueólogo francés André Parrot fue el primero en observar e inspeccionar el yacimiento. Por esos tiempos estaba trabajando en las cercanías de Larsa, por lo que no pudo excavar el yacimiento.
Las excavaciones científicas las iniciaría el arqueólogo francés Jean-Louis Huot. En un principio, se llevaron a cabo dos temporadas de excavaciones pequeñas en 1976 y 1978, y las excavaciones regulares comenzaron en 1981. Cuatro temporadas más tuvieron lugar en cada año impar hasta 1989. Todas esas excavaciones fueron llevadas a cabo por Louis Huot. 

## Tell el-'Oueili y su entorno
El yacimiento tiene un área circular de 200 metros (656,2 pies) de diámetro y mide aproximadamente 5 metros (16,4 pies) de alto. Se encuentra ca. 3,5 kilómetros (2,2 mi) sureste de Larsa en la gobernación de Dhi Qar, en el sur de Irak. 
El entorno de El-'Oueili se caracteriza por temperaturas que pueden alcanzar más de 50 °C en verano y menos de 250 mm de precipitación anual, lo que hace que la zona no sea apta para la agricultura de secano. Esto hacía que los pobladores antiguos de la región establecieran canales de riego.

## Historial de ocupación
Tell el-'Oueili fue ocupado durante el período Ubaid. Las excavaciones revelaron capas de ocupación que datan desde Ubaid 0 (6500-5400 a. C.) hasta Ubaid 4. La fase Ubaid 0 se descubrió por primera vez en este sitio y, por lo tanto, se denominó provisionalmente 'fase Oueili'. Un estudio de superficie mostró que el sitio estuvo ocupado en el Período Uruk.